# إي كوم ستيشن
إي كوم ستيشن (بالإنجليزية: eComStation) هو نظام تشغيل مبني على نظام أو إس/2 المُتوقف، تمَّ إنشاؤه وتطويره بواسطة شركة سيرينتي سيستمز إنترناشونال (بالإنجليزية: Serenity Systems International)، التي استحوذت عليها شركة آركا نواي (بالإنجليزية: Arca Noae) وأعلنت عن إنهاء الاستحواذ على الأُصول المتبقيَّة للشركة في 2015.